# Liquid Forest
Liquid Forest è l'undicesimo album in studio del gruppo musicale Chrome, pubblicato il 1990.

## Tracce
1. You Remain – 6:00
2. Down the River – 4:28
3. Hey Hey – 6:00
4. Look Away – 3:54
5. Tibetian Nights – 3:09
6. Let Me Have It – 4:40
7. As Rabbits Run – 4:22
8. We Can Be Together – 4:10